# Chromel
Chromel är en legering med sammansättningen:
- nickel ca 90 %
- krom 10 %
- järn, spår
- kisel, spår

Färgen är silvervit.
Materialet är smidbart, töjbart och hårt. Används för termoelement, främst tillsammans med alumel. Användbart inom temperaturområdet –200 – 1 200 °C.
Elektromotorisk spänning för kombinationen chromel/alumel är 41 µV/°C.